# 니콜라이 1세
니콜라이 1세(러시아어: Николай I Павлович, 1796년 7월 6일 ~ 1855년 3월 2일)는 러시아 제국의 황제 겸 폴란드 국왕(재위 1825년 ~ 1855년)이다. 로마노프 왕조의 11번째 군주이다.

## 생애
니콜라이 1세는 1796년에 파벨 1세와 마리아 표도로브나의 아들로 태어났으며, 형인 알렉산드르 1세보다 19살 아래였다. 니콜라이 1세는 체격이 건장하고 외모가 수려하여 귀족적인 위엄을 뿜어내어 항상 다른 사람을 압도했다고 전해진다. 이를 뒷받침하듯 ‘유럽에서 가장 잘생긴 사람’, ‘권위에 찬 엄숙한 사람’ 등과 같은 수식어가 붙어 다녔다. 이와 같은 그의 인상처럼 그는 병사들의 복장이나 군대의 훈련 등에 비상한 관심을 가졌다. 그래서 그는 제위에 오른 후 먼저 군인들의 제복을 정비할 것을 명령했으며 심지어 단추의 수까지 지정해 주는 세심함을 보였다.
그가 즉위할 당시 러시아는 나폴레옹 보나파르트와의 전쟁과 내란 등으로 사회가 불안했다. 게다가 즉위식 때 데카브리스트의 난이 일어나 이로 인해 군주제가 무너지지 않을까 하며 항상 노심초사했다. 이러한 본능적인 공포는 그를 공격적인 성향으로 바꾸어 놓았다. 이후 혁명 운동 탄압에 수완을 발휘하여 '유럽의 헌병'으로 불렸다.
예민하고 의심이 많던 그는 국가의 모든 기능을 자신의 손아귀에 장악하여 국가를 거대한 병영으로 만들어갔다. 니콜라이 1세는 정부의 모든 일을 자기 손으로 직접 처리하려 했다. 국가평의회나 원로원 등의 도움 없이 황제 직속으로 사설 집행부를 만들어 일을 처리했다. 곧 황제원에 권력이 집중됐다. 황제와 관련된 문제들을 처리하는 황제원의 단면을 가장 확실하게 보여주는 제3부는 황제의 절대적인 신임 아래 곧 거대한 비밀경찰기구로 탈바꿈하게 되었다. 제3부의 제1과는 반(反)정부 조직을 감시했고, 제2과는 종교적 이단행위를 감시하고 위조화폐를 단속했다. 제3과는 체류 외국인을 감시하고 해외정보를 수집했으며, 제4과는 농촌과 농민의 동향을 감시했다. 제5과는 문서검열을 담당했다. 니콜라이 1세는 제3부에서 작성해 올린 보고서를 상세히 훑어보고 사소한 문제까지 직접 지시했다.
그와 더불어 반(反)정부 사사의 유포를 막기 위해 검열제도를 강화했다. 당시 갓 피어나던 러시아 문학도 제3부와 정부에 의해 감시를 받아, 개작을 강요받거나 작가가 유형 또는 구금을 당하는 예가 비일비재했다. 교육 역시 반동의 깃발 아래 획일적인 통제하에 놓였다. 1828년에 제정된 규칙에 따라, 중등교육을 받을 수 있는 자격이 귀족과 관리의 자녀들로 제한됐다. 그와 더불어 법률학교와 여러 기술전문학교를 세우는 등 중등교육기관은 꽤 늘었으나, 초등학교는 세우지 않았다. 따라서 농민의 자녀들은 부모와 마찬가지로 문맹 상태를 벗어날 수 없었다. 대학교육의 강조점도 관료체제의 요구를 충족시키는 방향으로 바뀌었다.

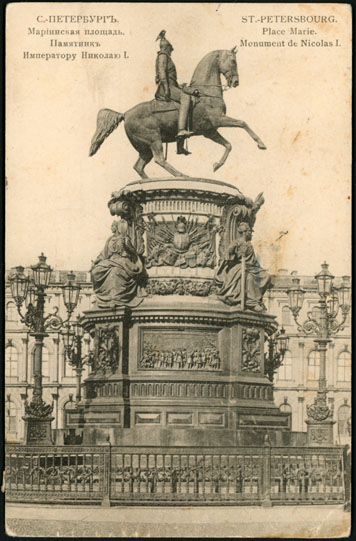
성 이사악 광장의 니콜라이 1세 기마상

대외정책 면에서도 신성동맹의 정통 이념에 충실했던 니콜라이 1세의 첫째 목표는 유럽의 기존 질서 유지를 책임지는 ‘유럽의 헌병’으로서 유럽의 혁명운동을 진압하고 그 여파가 러시아에 미치지 않도록 하는 것이었다.
1830년 프랑스에서 7월 혁명이 일어나고 그 영향으로 그의 지배 아래에 있던 폴란드에서 반란이 일어나자 니콜라이 1세는 1831년 데이비치 장군이 이끄는 15만 대군을 바르샤바에 보내 무참하게 진압했다. 그러고는 폴란드에 어느 정도 인정하고 있던 자유와 자치권을 빼앗고 완전히 러시아의 일부로 편입시켜 버렸다. 1832년 5월, 영국, 프랑스 그리고 러시아라는 세 열강국 간의 회의가 영국 런던에서 열렸다. 이 런던 회의는 그리스에 안정적인 정부를 성립하기 위해 모인 국제 회의였다. 이 협상으로 바이에른 왕자 오톤을 임금으로 세워 그리스 왕국이 성립하였다. 1833년에는 프로이센 왕국과 오스트리아 제국 등과 동맹을 맺고 유럽을 수호할 것을 다짐했다.
1848년 프랑스에 2월 혁명이 일어나자 니콜라이 1세는 프랑스와 즉각 외교를 단절하고 40만 대군을 서부 국경으로 집결시켰으나, 유럽 각국의 냉담한 반응에 군대를 돌려버렸다. 그러나 1849년에 헝가리에서 혁명이 일어나자 오스트리아가 지원을 요청해왔고, 니콜라이 1세는 기꺼이 군대를 보내 혁명을 진압하고 합스부르크 가를 위험에서 구출해주었다.
유럽의 혁명을 목도한 니콜라이 1세는 국내에서 억압의 강도를 더욱 높였다. 경찰통치는 점점 더 독단적으로 변해갔고, 개혁의 방도를 찾으려는 시도는 물론 이견의 표시마저도 금지되었다. 대학교에서도 입학자격과 교과과정이 더욱 개악됐다. 매우 경미한 정치범에게도 시베리아 유형이 떨어졌다. 체제의 충실한 옹호자였던 우바로프 문교부 장관마저도 자유주의적 사고를 가졌다는 이유만으로 해임됐다.
이러한 그의 과도한 강경책은 곧 군부에 대한 의존으로 연결되었다. 특히 프로이센 왕국의 공주와 결혼하면서 프로이센의 군국주의 영향을 많이 받았다. 그의 치세 말기에는 정치가 거의 대부분 장군들로 구성된 특사에 의존했으며, 시간이 흐를수록 행정적 공백으로 인한 부패와 혼란이 가중되었다.
1853년 10월, 오스만 제국이 다뉴브강 유역에 주둔 중이던 러시아 군대를 공격함으로써 크림 전쟁이 발발하였다. 이에 러시아는 오스만 제국에 선전포고를 하였다. 이어 다음 해에 영국과 프랑스가 오스만 제국과 손을 잡았고, 프로이센과 오스트리아는 외교적 압력을 가해 왔다. 주변국의 입장에서는 자유주의와 민족주의 운동을 사사건건 방해하는 러시아가 부담스러웠다. 때문에 러시아는 졸지에 유럽과 맞서 싸우는 신세가 되고 말았다. 오스만 제국의 동맹국들은 바다를 장악하고 러시아 해안에서 소규모 공격을 감행하였다. 그리고 결정적인 일격을 가하기 위해 1854년 9월 크림반도에 상륙했다. 동맹국들은 70,000명의 전사자를 내는 큰 희생을 치르면서 크림반도의 세바스토폴 해군기지를 점령하였다. 그 결과 러시아는 패배하였고 군사적·정치적으로 큰 타격을 입게 되었다.
니콜라이 1세는 1855년 3월 상트페테르부르크에서 사망했다.

## 자녀
| 사진 | 이름                           | 생일             | 사망                    | 기타 |
| ---- | ------------------------------ | ---------------- | ----------------------- | --- |
|      | 알렉산드르 2세                 | 1818년 4월 17일  | 1881년 3월 13일 (62세)  | 러시아의 황제. 마리 폰 헤센다름슈타트 대공녀와 결혼, 슬하 6남 2녀, 사별 후 예카테리나 미하일로브나 돌고루코바와 결혼(귀천상혼), 슬하 2남 2녀 |
|      | 마리야 니콜라예브나 여대공     | 1819년 8월 18일  | 1876년 2월 21일 (56세)  | 로이히텐베르크 공작 막시밀리앙과 결혼, 슬하 4남 3녀, 사별 후 그리고리 알렉산드로비치 스트로가노프 백작과 결혼(귀천상혼), 슬하 1남 1녀        |
|      | 올가 니콜라예브나 여대공       | 1822년 9월 11일  | 1892년 10월 30일 (70세) | 뷔르템베르크 국왕 카를 1세과 결혼, 자녀 없음                                                                                                 |
|      | 알렉산드라 니콜라예브나 여대공 | 1825년 6월 24일  | 1844년 8월 10일 (19세)  | 헤센카셀의 프리드리히 빌헬름 공자와 결혼, 출산 중 사망                                                                                       |
|      | 콘스탄틴 니콜라예비치 대공     | 1827년 9월 9일   | 1892년 1월 13일 (64세)  | 작센알텐부르크의 알렉산드라 공녀와 결혼, 슬하 4남 2녀 (사생아 포함 7남 4녀)                                                                  |
|      | 니콜라이 니콜라예비치 대공     | 1831년 7월 27일  | 1891년 4월 13일 (59세)  | 올덴부르크의 알렉산드라 여공작과 결혼, 슬하 2남 (사생아 포함 4남 3녀)                                                                        |
|      | 미하일 니콜라예비치 대공       | 1832년 10월 13일 | 1909년 12월 18일 (77세) | 바덴의 체칠리에 대공녀와 결혼, 슬하 6남 1녀                                                                                                  |

| 전임 '형' 알렉산드르 1세 (재위 1801 - 1825) | 러시아의 군주 1825년 12월 1일 ~ 1855년 3월 2일 | 후임 '아들' 알렉산드르 2세 (재위 1855 - 1881) |

## 같이 보기
- 러시아의 역사